# ㄲ
ㄲ(표준어: 쌍기역, 문화어: 된기윽)은 한글 낱자의 ㄱ을 어울러 쓴 것이며, 가나다순으로 2번째 자음이다.
훈민정음 초성 체계로는 어금닛소리이다. 현대 한국어 첫소리에서는 된소리이고, 끝소리에서는 ㄱ과 똑같이 소리낸다. 다만, 그 다음 홀소리가 이어지는 경우는 첫소리로 이어진다.
ㄱ의 된소리를 표기하기로 정식으로 정한 때는 1933년에 제정한 한글 맞춤법 통일안이다. ‘쌍기역’이라고 하는 이름도 이때 붙였다. 
국제음성기호로는 [ k˭ ] 또는 [ k͈ ]로 표기한다.

## 코드 값
| 종류                  | 종류           | 글자 | 유니코드 | HTML     |
| --------------------- | -------------- | ---- | -------- | -------- |
| 한글 호환 자모        | 한글 호환 자모 | ㄲ   | U+3132   | &#12594; |
| 한글 자모 영역        | 첫소리         | ᄁᅠ   | U+1101   | &#4353;  |
| 한글 자모 영역        | 끝소리         | ᅟᅠᆩ   | U+11A9   | &#4521;  |
| 한양 사용자 정의 영역 | 첫소리         |   | U+F786   | &#63366; |
| 한양 사용자 정의 영역 | 끝소리         |   | U+F86C   | &#63596; |
| 반각                  | 반각           | ﾢ    | U+FFA2   | &#65442; |

## 정보
| 자명 | 쌍기역（남） 된기윽（북） |
| 발음 | 어두 : [ k˭ ], 어중 : [ k˭ ], 어말 : [ k ̚ ], 어두 구개음화 : [ k˭ʲ ], 어중 구개음화 : [ k˭ʲ ]（남） 어두 : [ k˭ ], 어중 : [ k˭ ], 어말 : [ k ̚ ], 어두 구개음화 : [ k˭ʲ ], 어중 구개음화 : [ k˭ʲ ]（북） |
| 이음 | 후행 자음이 평음일 경우 평음이 경음으로 된다. |